# Каспер, Мария Екатерина
Святая Мария Екатерина Каспер (Мария Катарина; нем. Maria Katharina Kasper, 26 мая 1820, Дернбах, Вестервальд — 2 февраля 1898, Дернбах, Вестервальд) — немецкая католическая монахиня, основательница «Общества бедных служанок Иисуса Христа».

## Биография
Каспер родилась 26 мая 1820 года в семье набожных крестьян в Дернбахе. Несмотря на желание стать монахиней Каспер принесла обеты лишь в 31 год, поскольку ей приходилось много работать, чтобы поддерживать мать после смерти отца и брата. Став монахиней, она приняла имя Мария. После этого Каспер вместе с другими женщинами основала «Общество бедных служанок Иисуса Христа», направленное на помощь бедным и больным. Конгрегация быстро росла и уже в 1859 году добралась до Нидерландов. Каспер пять раз подряд занимала пост генеральной настоятельницы ордена. В 1854 году при ордене открылась первая школа. Папа Пий IX выразил одобрение деятельности ордена 9 марта 1860 года, но формальное папское одобрение он впервые получил от папы Льва XIII 21 мая 1890 года. В 1868 году отделения ордена открылись в городах США, в частности Чикаго.

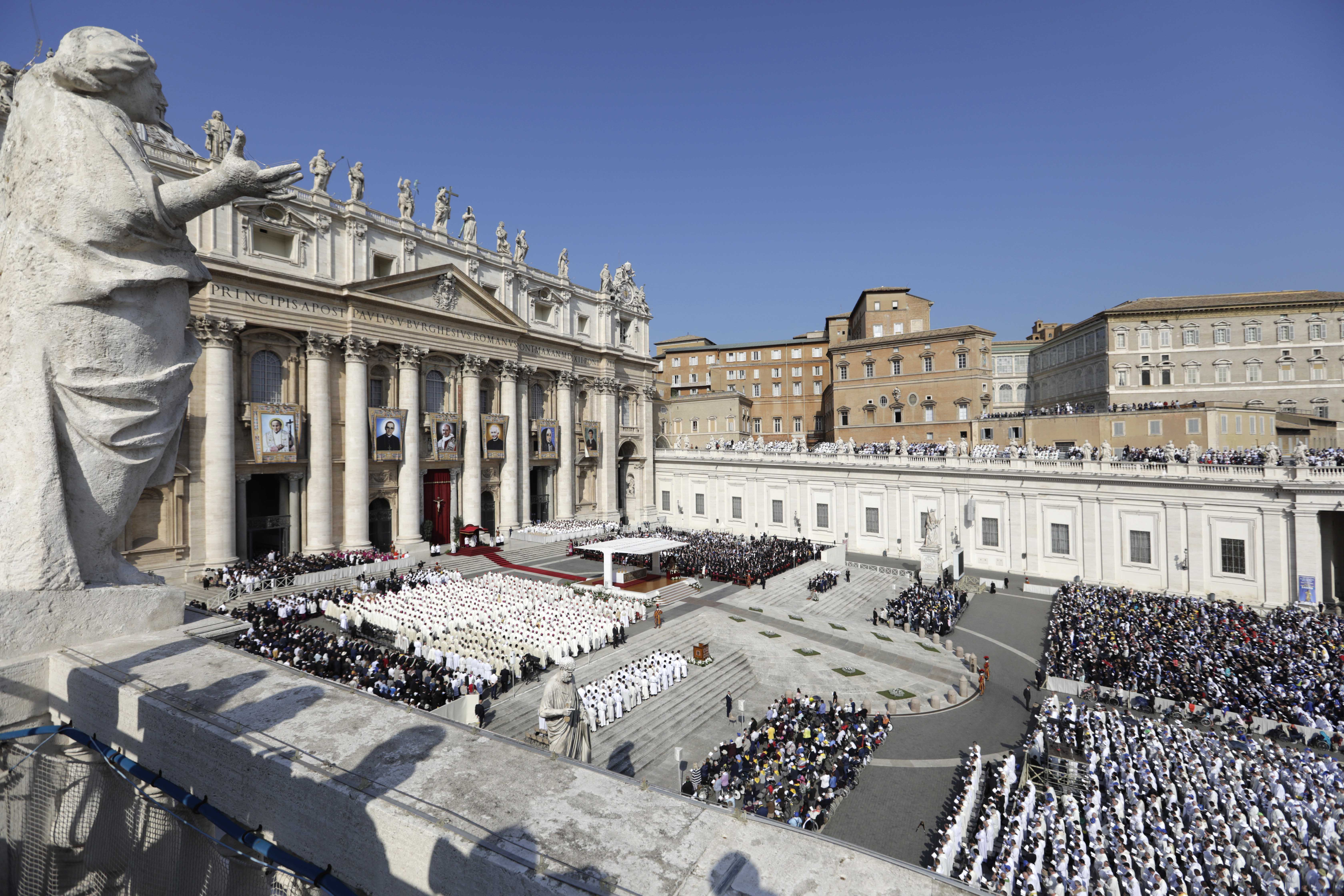
Церемония канонизации Каспер, 14 октября 2018 года.

27 января 1898 года у Каспер случился сердечный приступ, и она скончалась утром 2 февраля, на Сретение.

## Почитание
Процесс канонизации Каспер начался в 1940-х годах, и 4 октября 1974 года она была объявлена досточтимой. Вскоре после этого, 16 апреля 1978 года, папа Павел VI беатифицировал её. Папа Франциском причислил её к лику святых на мессе 14 октября 2018 года.
День памяти — 2 февраля.